# Bonifatius von Tarsus

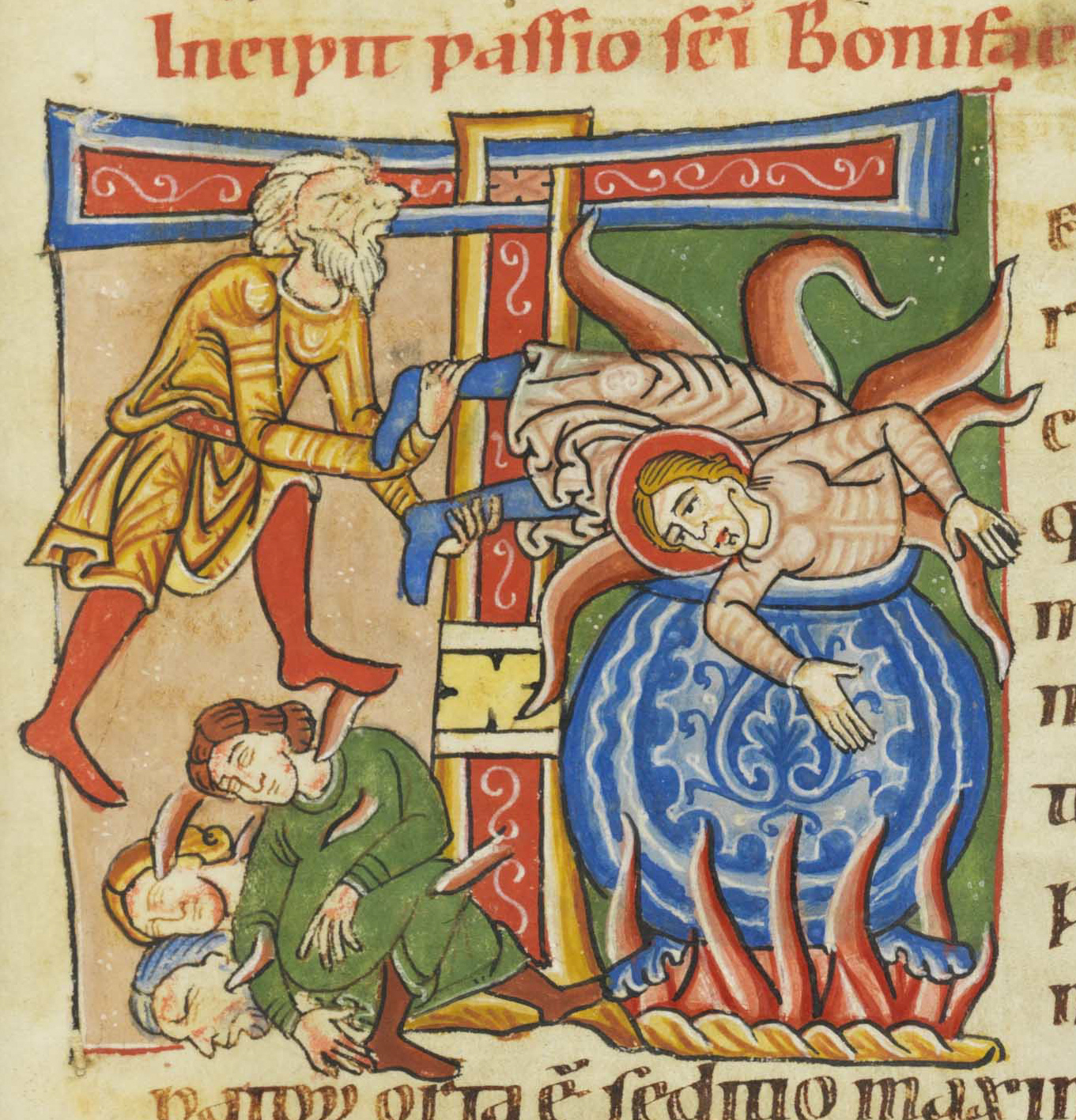
Martyrium des Bonifatius von Tarsus (aus dem Weißenauer Passionale, Ende 12. Jahrhundert)

Bonifatius von Tarsus (* wohl in Rom; † um 306 in Tarsus (Türkei)) war ein römischer, altkirchlicher Märtyrer, der um 306 n. Chr. in Tarsus getötet wurde. Bis ins 19. Jahrhundert hinein wurde er im Deutschen auch als Bonifaz bezeichnet.
Der in Rom geborene Bonifatius war ursprünglich kein Christ, wurde aber gesandt, in der Region um Tarsus Reliquien christlicher Märtyrer zu finden und zurück nach Rom zu bringen. In Tarsus musste er die Schrecken der Christenverfolgung unter Kaiser Galerius miterleben. Beeindruckt, dass die zu Tode Gefolterten dennoch im Glauben nicht schwankten, ließ er sich taufen und bekannte sich öffentlich zu seinem Glauben, wofür er das Martyrium durch siedendes Pech erlitt. Der Überlieferung nach brachten seine Begleiter seinen Leichnam zurück nach Rom, wo er an der Via Latina beigesetzt wurde.
Der Name Bonifatius stammt aus dem Lateinischen und bedeutet Wohltäter. Nach ihm nannte sich Winfried Bonifatius, der Apostel der Deutschen.
Bonifatius von Tarsus gehört zu den Eisheiligen und wird häufig als Jüngling oder bärtiger Greis und beim Erleiden des Martyriums in heißem Pech dargestellt.
Seine Reliquien werden in Rom in der Basilika dei Santi Bonifacio e Alessio auf dem Aventin verehrt. In der sächsischen Kleinstadt Wittichenau befindet sich seit dem Jahr 1700 ebenfalls eine Reliquie des Heiligen.
Gedenktag:
- katholisch, 14. Mai
- orthodox, 19./20. Dezember